# 亨利一世 (奧地利)

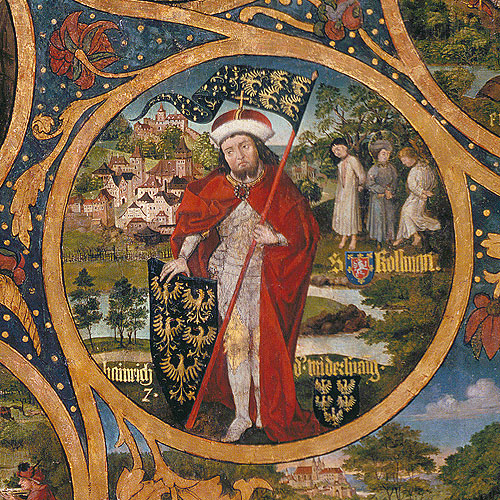
強者亨利和聖科洛曼的殉道，克洛斯特新堡修道院，1489–1492

亨利一世（德語：Heinrich；?—1018年6月23日），有“強者亨利”稱號，奧地利巴本堡王朝藩侯（994年—1018年在位）。奧地利藩侯利奧波德一世的長子、阿達爾伯特的兄長。

## 生平
996年，當亨利一世授職時，德意志人尚未在比桑貝格和摩拉瓦河之間的土地上定居。1002年，神聖羅馬皇帝亨利二世授予兩幅土地給奧地利藩國：維也納西南的一幅18平方英里的土地，另外22平方英里的土地隱藏在坎普河與摩拉瓦河之間。兩幅土地均授予在邊境地區，前者是與匈牙利接壤，後者在與波蘭的邊境。強者亨利所面對來自北方的威脅最顯著。當波希米亞公爵波列斯拉夫二世於999年去世後，藩國東部以北的地區變得不穩定，由於他的繼任者波列斯拉夫三世的暴政，他很快就被波蘭公爵波列斯瓦夫一世打敗了，波列斯瓦夫一世成為波希米亞、摩拉維亞和斯洛伐克公爵。
當波列斯瓦夫一世於1002年奪取了盧薩蒂亞和邁森兩個藩國及包岑後，波列斯瓦夫一世拒絕為征服地區向皇帝亨利二世朝貢，亨利二世於1003年以進攻回應。並於1004年秋天，德意志軍隊廢黜將波列斯瓦夫一世從波希米亞寶座廢黜。但是，波列斯瓦夫一世仍保留摩拉維亞和斯洛伐克的控制權直至1018年，並繼續威脅到帝國東部領土。1015年及1017年，摩拉維亞和斯洛伐克攻擊了藩國東部，兩次都被強者亨利和他的軍隊擊敗。在對波列斯瓦夫一世的第二場勝利後不久，於1018年6月亨利一世穿上他的鎧甲去世。死後由他的弟弟阿達爾伯特繼承王位。
奧地利的國名源於在強者亨利統治時的一份由皇帝奧托三世於996年11月1日向弗賴辛主教戈特沙爾克·馮·哈根瑙發出的文件。該文件的歷史意義在於它是第一次將Ostarrîchi（德國名字Österreich的舊名）的名字給予奧地利藩國，儘管這名字僅適用於相對較小的領域。該文件涉及捐贈“領土這是眾所周知的白話為Ostarrichi”（區域Ostarrîchi通用名稱），意指為伊布斯河畔新霍芬地區。皇帝捐贈這片土地上的弗賴辛的修道院作為封地。土地和附近其他社區，後來由該修道院收購，直到1803年才被併入奧地利。如今文檔保被存在慕尼黑。
| 亨利一世 (奧地利) 巴本堡王朝出生于：？逝世於：1018年6月23日 | 亨利一世 (奧地利) 巴本堡王朝出生于：？逝世於：1018年6月23日 | 亨利一世 (奧地利) 巴本堡王朝出生于：？逝世於：1018年6月23日 |
| 統治者頭銜                                                  | 統治者頭銜                                                  | 統治者頭銜                                                  |
| ----------------------------------------------------------- | ----------------------------------------------------------- | ----------------------------------------------------------- |
| 前任者： 利奧波德一世                                       | 奥地利藩侯 994年–1018年                                     | 繼任者： 阿達爾伯特                                         |